# Mendidius gobiensis
Mendidius gobiensis är en skalbaggsart som beskrevs av S. Endrödi 1964. Mendidius gobiensis ingår i släktet Mendidius och familjen Aphodiidae. Inga underarter finns listade i Catalogue of Life.